# M35 (Ungern)

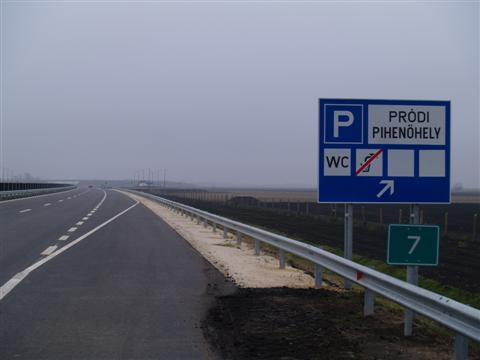
Rastplats Pród.

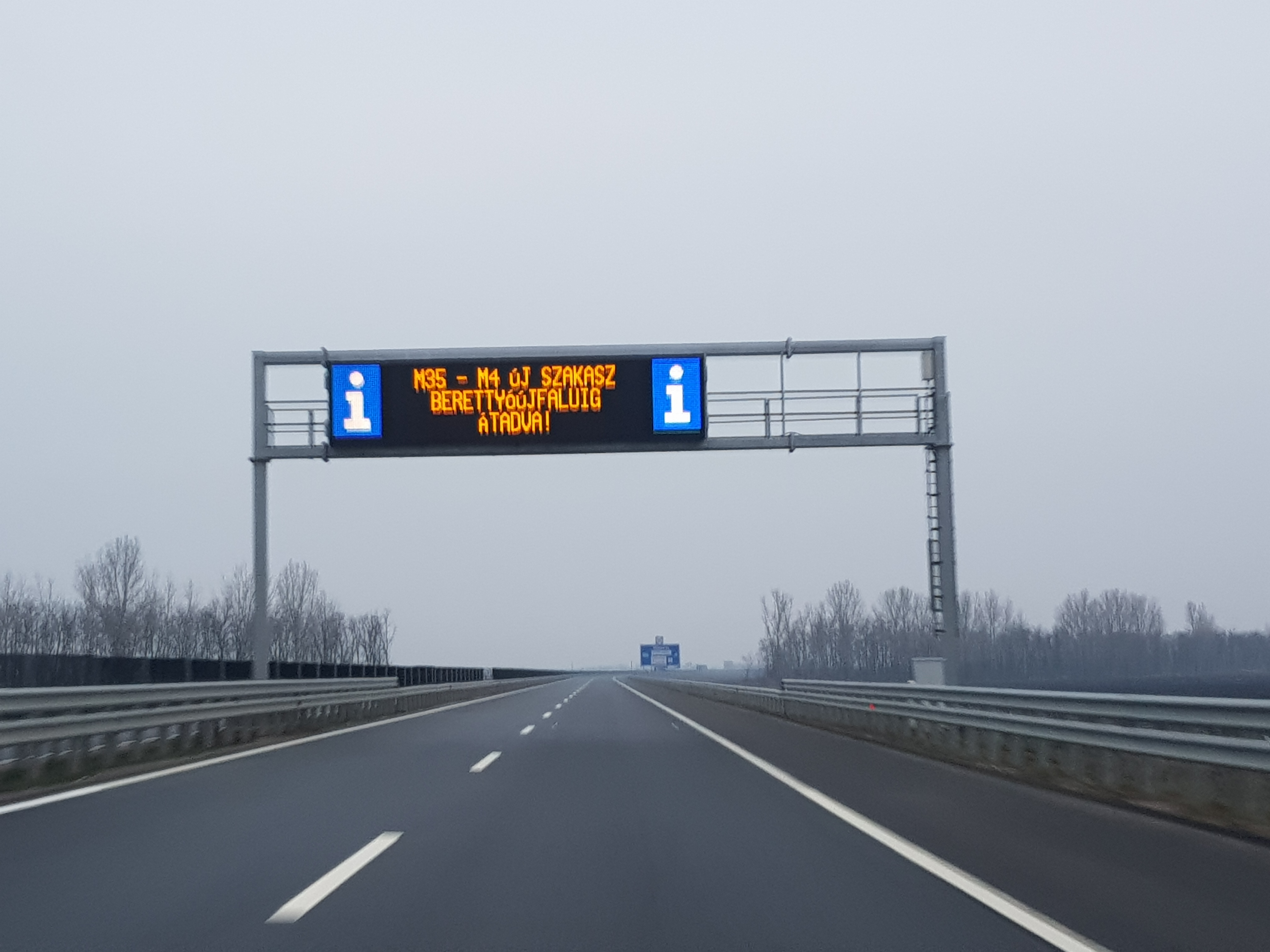
M35 sydväst om Debrecen.

M35 är en motorväg i Ungern som går mellan Görbeháza och Debrecen, till Berettyóújfalu.

## Europavägsavsnitt
Motorvägen är europaväg längs hela sträckan, 
- E 79 Motorvägskorsning M3 - Motorvägskorsning M4
- E 573 T-Korsning Debrecen dél - Fyrvägskorsning Debrecen észak.

## Trafikplatser
|             | Km                          | Skyltning                                                     |
| ----------- | --------------------------- | ------------------------------------------------------------- |
| Trafikplats | 0                           | ( till Budapest) Budapest                                     |
| Rastplats   | 7                           | Pródi pihenőhely                                              |
| Bro         | 12                          | Keleti-főcsatorna                                             |
| Trafikplats | 14                          | Hajdúnánás / Balmazújváros                                    |
| Rastplats   | 19                          | Böszörményi pihenőhely                                        |
| Trafikplats | 24                          | Hajdúböszörmény / Balmazújváros                               |
| Rastplats   | 31                          | Józsai pihenőhely                                             |
| Trafikplats | 37-40                       | Nyíregyháza, Debrecen észak                                   |
| Trafikplats | Debrecen / Hortobágy        |                                                               |
| Trafikplats | Ipari Park / Debrecen-Ondód |                                                               |
| Trafikplats | 44                          | Debrecen dél / Szolnok, Hajdúszoboszló                        |
| Trafikplats | 49                          | Mikerpércs, Ipari Park, Debrecens flygplats                   |
| Rastplats   | 53                          | Mikerpércsi pihenőhely                                        |
| Trafikplats | 60                          | Derecske / Hajdúszovát                                        |
| Rastplats   | 63                          | Derecskei pihenőhely                                          |
| Trafikplats | 68                          | Oradea (RO), Nagykereki, Berettyóújfalu Szolnok, Püspökladány |